# HMS Cornwall (56)
HMS Cornwall byl těžký křižník sloužící v Royal Navy v období druhé světové války. Byl jednou ze sedmi lodí třídy Kent, která byla první skupinou třináctičlenné třídy County.
V letech 1924–1928 ho postavila loděnice Devonport Dockyard v Plymouthu. V letech 1936–1937 byl Cornwall modernizován s důrazem na zlepšení pancéřové ochrany. Nově instalovaný boční pancéřový pás měl sílu 114 mm. Loď byla dále vybavena katapultem a hangárem. Během války byla naopak posilována protiletadlová výzbroj, počet 102mm kanónu byl zdvojnásoben.
Od počátku roku 1942 křižník operoval v oblasti Nizozemské východní Indie. Těžké křižníky Cornwall a Dorsetshire se 5. dubna 1942 staly obětí japonského výpadu do Indického oceánu.